# Dekabrina Kazațker
Dekabrina Kazațker (în rusă Декабрина Казацкер; n. 1 decembrie 1913, Dubăsari, gubernia Herson, Imperiul Rus – d. 18 august 1983, Chișinău, RSS Moldovenească, URSS) a fost o evreică transnistreană, șahistă și jucătoare de dame sovietică moldoveană. A fost prima campioană a Moldovei sovietice la dame și șah.

## Biografie
S-a născut în târgul Dubăsari din ținutul Tiraspol, gubernia Herson, Imperiul Rus (actualmente în Transnistria, Republica Moldova). Înainte de război a făcut parte dintr-un club de pionieri. În 1937 a devenit prima campioană a RASS Moldovenești la șah și dame. În timpul celui de-al Doilea Război Mondial, cu părinții săi s-a aflat în evacuare la Jambul; în această perioadă a lucrat la creșe și grădinițe. 
În 1949 a devenit câștigătoarea primului campionat al RSS Moldovenești la șah printre femei, apoi a devenit campioană încă de două ori, în 1951 și 1952.. A participat la semifinalele campionatului de șah feminin pe echipe al URSS (1948).